# John DeFrancis
John DeFrancis (31 tháng 8 năm 1911 – 2 tháng 1 năm 2009) là một nhà ngôn ngữ học, nhà Hán học người Mỹ, là tác giả của các sách giáo khoa tiếng Trung, nhà từ điển học về Từ điển Hán ngữ, và là Giáo sư danh dự của Trung tâm Nghiên cứu Trung Quốc (Chinese Studies) tại Đại học Hawaiʻi ở Mānoa.

## Tiểu sử
John DeFrancis ra đời ở Bridgeport, Connecticut trong một gia đình bình dị người nhập cư gốc Ý. Cha của ông là một người lao động, trước khi đổi tên thì là DeFrancesco, qua đời khi DeFrancis còn nhỏ. Mẹ của ông thì mù chữ.
Sau khi tốt nghiệp Đại học Yale năm 1933 với bằng cử nhân về kinh tế, DeFrancis lên đường đến Trung Quốc với ý định học tiếng Trung và làm việc trong lĩnh vực kinh doanh. Năm 1935, ông tháp tùng H. Desmond Martin, một nhà sử học quân sự người Canada, trong chuyến hành trình dài hàng nghìn dặm lần ngược lại lộ trình của Thành Cát Tư Hãn qua Mông Cổ và tây bắc Trung Quốc. Cuốn sách In the Footsteps of Genghis Khan (Nhà xuất bản Đại học Hawai'i, 1993) của ông mô tả hành trình này: cưỡi lạc đà băng qua sa mạc Gobi, thăm tàn tích của Khara-Khoto và đi bè xuôi theo Hoàng Hà. Trên đường đi, ông gặp được các thủ lĩnh quân phiệt Hồi giáo Trung Quốc Mã Gia Quân (Ma Clique) gồm Mã Bộ Phương (Ma Buqing) và Mã Bộ Khang (Ma Bukang). DeFrancis trở lại Hoa Kỳ năm 1936 và không ghé lại Trung Quốc cho đến năm 1982.
DeFrancis theo chương trình sau đại học về tiếng Trung, đầu tiên là tại Yale dưới George A. Kennedy và sau đó là theo chương trình đào tạo sau đại học lớn hơn về Hán học tại Đại học Columbia. Ông nhận bằng thạc sĩ tại Columbia vào năm 1941, rồi được bằng tiến sĩ vào năm 1948 với luận án mang tên "Nationalism and Language Reform in China" (Chủ nghĩa dân tộc và cải cách ngôn ngữ tại Trung Quốc), được Princeton University Press xuất bản năm 1950. Ông bắt đầu sự nghiệp học thuật của mình bằng việc giảng dạy tiếng Trung tại Đại học Johns Hopkins trong thời kỳ chủ nghĩa McCarthy và nỗi sợ cộng sản, nhưng ông bị đưa vào danh sách đen vì bảo vệ đồng nghiệp Owen Lattimore khỏi những cáo buộc vô căn cứ là "gián điệp Nga", và cuối cùng ông bị sa thải vào năm 1954.
Sau một thời gian không hạnh phúc với nghề làm nhân viên bán máy hút bụi, DeFrancis cuối cùng trở lại giảng dạy, nổi bật là tại Đại học Seton Hall từ năm 1961 đến năm 1966, và tại Đại học Hawai'i ở Mānoa từ năm 1966 đến năm 1976. Vào những năm 1960, theo yêu cầu của John B. Tsu, ông đã viết một tùng thư gồm 12 tập sách giáo khoa và sách tập đọc tiếng Quan Thoại do Nhà xuất bản Đại học Yale xuất bản (thường được gọi là "DeFrancis series"), được sử dụng rộng rãi trong các lớp học ngoại ngữ tiếng Trung trong suốt hàng chục năm; DeFrancis là một trong những nhà giáo dục đầu tiên bên ngoài Trung Quốc sử dụng bính âm làm phương tiện hỗ trợ giáo dục, và sách giáo khoa của ông được người ta coi là đã có "tác động to lớn" đối với việc giảng dạy tiếng Trung ở phương Tây. Ông từng là Phó Tổng biên tập của Journal of the American Oriental Society (Tập san Hội đông phương Hoa Kỳ) từ năm 1950 đến năm 1955 và Journal of the Chinese Language Teachers Association (Tập san Hiệp hội giáo viên tiếng Trung) từ năm 1966 đến năm 1978.
DeFrancis nghỉ dạy vào năm 1976, nhưng vẫn là một nhân vật quan trọng trong khối sư phạm tiếng Trung, ngôn ngữ học xã hội châu Á, và chính sách ngôn ngữ, và cũng là một tác giả sáng tác rất nhiều. Một trong những cuốn sách nổi tiếng nhất của ông là The Chinese Language: Fact and Fantasy (University of Hawai'i Press, 1984), trong sách này DeFrancis đã thử vạch trần một số điều mà ông coi là "những lầm tưởng tràn lan" về tiếng Trung – ví dụ như "Lầm tưởng về tính ghi ý" (The Ideographic Myth) chẳng hạn. Một tác phẩm gây ảnh hưởng khác của ông là Visible Speech: The Diverse Oneness of Writing Systems (Honolulu: University of Hawai'i Press, 1989), chỉ mặt thêm nhiều lầm tưởng về hệ chữ viết Hán ngữ, đồng nghiệp Victor H. Mair đã gọi sách này của ông gọi là "kiệt tác" (magnum opus). DeFrancis đã dành những năm cuối đời của mình mẫn cán làm chủ bút của loạt từ điển tiếng Trung "ABC (Alphabetically Based Computerized)", với loạt từ điển này, người đọc có thể tra cứu bằng bính âm latin-hóa thay vì bằng nét chữ.
DeFrancis qua đời vào ngày 2 tháng 1 năm 2009, tại Honolulu, Hawaiʻi, ở tuổi 97.

## Tác phẩm
John DeFrancis là tác giả và biên tập viên của nhiều ấn phẩm. Đọc Mair 1991 (trang vii-ix) để xem danh sách một phần.

### DeFrancis series – loạt sách DeFrancis
Sách giáo khoa (Yale Language Series, Yale University Press):
- Beginning Chinese (1963). Ấn bản chỉnh lý lần 2 năm 1976. ISBN 0-300-02058-9.
- Character Text for Beginning Chinese (1964). Tái bản lần 2 năm 1976. ISBN 0-300-02059-7.
- Beginning Chinese Reader (Phần I và II) (1966) ISBN 0-300-02060-0.
- Intermediate Chinese (1964) ISBN 0-300-00064-2.
- Character Text for Intermediate Chinese (1965) ISBN 0-300-00062-6.
- Intermediate Chinese Reader (Phần I và II) (1967) Phần 1: ISBN 0-300-00065-0. Phần 2: ISBN 0-300-00066-9.
- Advanced Chinese (1966) ISBN 0-300-00056-1.
- Character Text for Advanced Chinese (1966) ISBN 0-300-00063-4.
- Advanced Chinese Reader (1968) ISBN 0-300-01083-4.
- Index Volume (1968)
- Annotated Quotations from Chairman Mao (1975) ISBN 0-300-01870-3.

### Loạt ấn phẩm bổ trợ
Supplementary Readers (Bộ sách tập đọc bổ trợ) kèm theo Intermediate Chinese Reader (Sách tập đọc tiếng Trung trung cấp), (Yale University Press, 1976):
- Tập I: The White Haired Girl bởi Chi-Yu Ho. ISBN 0-88710-116-X.
- Tập II: The Red Detachment of Women bởi Chi-Yu Ho. ISBN 0-88710-117-8.
- Tập III: Episodes From the Dream of the Red Chamber bởi Louise H. Li. ISBN 0-88710-118-6.
- Tập IV: Sun Yat-sen bởi Yung Teng Chia-Yee. ISBN 0-88710-119-4.
- Tập V: Wu Song Kills a Tiger bởi Yung Teng Chia-Yee. ISBN 0-88710-120-8.

### Sách và chuyên khảo
- The Prospects for Chinese Writing Reform, Sino-Platonic Papers Số 171, 2006
- In the Footsteps of Genghis Khan (University of Hawaii Press, 1993) ISBN 0-8248-1493-2, ISBN 978-0-8248-1493-9.
- Visible Speech: The Diverse Oneness of Writing Systems (University of Hawaii Press, 1989) ISBN 0-8248-1207-7.
- The Chinese Language: Fact and Fantasy (University of Hawaii Press, 1984) ISBN 0-8248-1068-6.
- Colonialism and Language Policy in Vietnam (Contributions to the Sociology of Language, Nr. 19, Mouton, 1977) ISBN 90-279-7643-0.
- Things Japanese in Hawaii (University of Hawaii Press, 1973) ISBN 0-8248-0233-0.
- Chinese-English Glossary of the Mathematical Sciences (American Mathematical Society, 1964)
- Chinese Social History, bởi E-tu Zen và John DeFrancis (American Council of Learned Societies, 1956)
- Bibliography on Chinese Social History, bởi E-tu Zen và John DeFrancis (Yale University, Far Eastern Publications, 1952)
- Talks on Chinese History (cùng với Elizabeth Jen Young) (Far Eastern Publications, 1952)
- Report of the Second Round Table Meeting on Linguistics, Loạt chuyên khảo giảng dạy ngôn ngữ bàn về Ngôn ngữ và Ngôn ngữ học, Số 1 (Georgetown University Press, 1951)
- Nationalism and Language Reform in China (Princeton University Press, 1950; Octagon Books in lại vào năm 1975) ISBN 0-374-92095-8.
- Chinese Agent in Mongolia, biên dịch từ bản tiếng Trung của Ma Ho-t'ien (Johns Hopkins Press, 1949)

### Từ điển
Ông làm biên tập viên cho các từ điển tiếng Trung song ngữ (University of Hawai'i Press), các tác phẩm này được dùng làm cơ sở dữ liệu cho phần mềm chẳng hạn Wenlin:
- ABC Chinese-English Dictionary (1996, ấn bản bỏ túi 1999) ISBN 0-7007-1190-2.
- ABC Chinese-English Comprehensive Dictionary (2003) ISBN 0-8248-2766-X.
- ABC Chinese-English/English-Chinese Dictionary (2010) ISBN 0-8248-3485-2

## Tác phẩm bình xét
- Duncanson, Dennis (1985). "The Chinese Language: Fact and Fantasy by John DeFrancis". The Journal of the Royal Asiatic Society of Great Britain and Ireland (2). Cambridge University Press: 245. doi:10.1017/S0035869X00138912. JSTOR 25211897.
- Chen, Matthew Y. (tháng 9 năm 1986). "The Chinese Language: Fact and Fantasy by John DeFrancis". Language. 62 (3). Linguistic Society of America: 690–694. doi:10.2307/415490. JSTOR 415490.
- Wadley, Stephen (Spring 1986). "The Chinese Language. Fact and Fantasy. by John DeFrancis". Pacific Affairs. 59 (1). Pacific Affairs, University of British Columbia: 114–115. doi:10.2307/2759019. JSTOR 2759.
- King, Brian (tháng 6 năm 1991). "Visible Speech: The Diverse Oneness of Writing Systems by John DeFrancis". Language. 67 (2). Linguistic Society of America: 377–379. doi:10.2307/415119. JSTOR 415119.
- Chung, Karen Steffen (tháng 9 năm 1998). "ABC Chinese-English (Alphabetically Based Computerized) Dictionary by John DeFrancis". Language. 74 (3). Linguistic Society of America: 660–661. doi:10.2307/415119. JSTOR 417822.
- Hannas, William C. (tháng 12 năm 1991). "Visible Speech: The Diverse Oneness of Writing Systems by John DeFrancis". Chinese Literature: Essays, Articles, Reviews. 13: 119–122. doi:10.2307/495058. JSTOR 495058.
- Steinberg, Danny D.; Yamada, Jun (1978–1979). "Are Whole Word Kanji Easier to Learn than Syllable Kana?". Reading Research Quarterly. 14 (1). Wiley: 88–99. doi:10.2307/747295. JSTOR 747295.

### Tác phẩm được trích dẫn
- Mair, Victor H. (2009). "John DeFrancis, August 31, 1911 – January 2, 2009". Journal of Chinese Linguistics. 37: 184–186. JSTOR 23753621.